# Atraphaxis intricata
Atraphaxis intricata là một loài thực vật có hoa trong họ Rau răm. Loài này được Mozaff. mô tả khoa học đầu tiên năm 2006.